# Maurice van den Bemden
Maurits Eugenius Gabriël Marie „Maurice“ van den Bemden (* 22. November 1891 in Antwerpen; † 20. Dezember 1967 in Antwerpen) war ein belgischer Tennis- und Hockeyspieler.

## Leben
Maurice van den Bemden trat nur zwischen 1920 und 1925 als Tennisspieler in Erscheinung. Neben seinen zwei Teilnahmen an den Hartplatz-Weltmeisterschaften 1922 und 1923 – 1922 gelang ihm dort mit drei Siegen der Einzug ins Viertelfinale – war die Teilnahme an den Olympischen Sommerspielen 1920 sein bekanntester Auftritt. Gegen den späteren Olympiasieger Louis Raymond aus Südafrika verlor er im Einzel in vier Sätzen, während er im Doppel mit seinem Partner Eugène Grisar chancenlos gegen die französische Paarung aus Daniel Lawton und Jean Samazeuilh war.
Mehr Erfolg hatte van den Bemden bei denselben Spielen im Feldhockey. Die belgische Mannschaft gewann ihr Match gegen Frankreich, verlor aber gegen Großbritannien (1:12) und Dänemark (2:5) deutlich, wodurch sie als Gruppendritter die Bronzemedaille gewannen.
Er spielte für den Tennis- und Hockeyverein Royal Beerschot THC.